# Bill Carey
William D. Carey dit Bill Carey (Hollister, 20 mai 1916-Laguna Beach, 27 janvier 2004) est un auteur-compositeur-interprète américain, célèbre pour avoir composé en 1942 la chanson Who Wouldn't Love You, tube de Kay Kyser.

## Biographie
Il fait des études à la High School of Commerce de San Francisco et devient dans les années 1930 le chanteur de l'orchestre de Ted Fio Rito. 
Durant la Seconde Guerre mondiale, il sert dans l'US Army et devient membre en 1946 de la ASCAP (American Society of Composers, Authors and Publishers). 
Parmi ses compositions, les plus connues restent You've Changed (Billie Holiday, The Day Isn't Long Enough, Weep They Will, The Sun Forgot to Shine This Morning, When You Trim Your Christmas Tree ou encore Did a Tear Fall?.